# Futbol Club Barcelona 2012-2013
Questa voce raccoglie le informazioni riguardanti il Futbol Club Barcelona nelle competizioni ufficiali della stagione 2012-2013.

## Stagione
La stagione 2012-2013 si apre con l'avvicendamento in panchina tra Guardiola e Vilanova. Il 23 agosto 2012 il tecnico fa il suo esordio in Supercoppa di Spagna vincendo per 3-2 la gara d'andata contro il Real Madrid; sei giorni più tardi però, i blaugrana perdono per 2-1 nella gara di ritorno consegnando il trofeo ai blancos. In Liga, il Barcellona esordisce vincendo per 5-1 contro la Real Sociedad. Il 7 ottobre va in scena il primo Clásico di campionato, che si conclude in pareggio per 2-2 (doppiette di Messi e Ronaldo). I blaugrana chiudono il girone d'andata vincendo per 3-1 in trasferta contro il Málaga, ma soprattutto con un distacco di undici punti sull'Atlético Madrid secondo e diciotto punti sul Real Madrid terzo. La marcia verso il titolo procede spedita anche nel girone di ritorno, nonostante la sconfitta per 1-2 nel Clásico di ritorno (reti di Benzema e Ramos per il Real Madrid, Messi per il Barcellona) e soprattutto l'assenza di Vilanova fino ad aprile a seguito della ricomparsa del tumore alla ghiandola parotide; l'11 maggio 2013, il pareggio tra Real Madrid ed Espanyol regala ai blaugrana il ventiduesimo titolo della loro storia con tre giornate d'anticipo. A fine stagione, i punti totali saranno addirittura 100. In Champions League, dopo aver chiuso la fase a gruppi al primo posto con 13 punti, il Barcellona elimina prima il Milan (0-2, 4-0) e poi il Paris SG (2-2, 1-1) ma deve arrendersi nettamente al Bayern Monaco in semifinale (0-4, 0-3). In Coppa del Re, la squadra catalana viene eliminata in semifinale dal Real Madrid (1-1, 1-3).

## Maglie e sponsor
Per la stagione 2012-2013 vengono riconfermati lo sponsor tecnico, Nike, e lo sponsor ufficiale, Qatar Foundation, che va a rimpiazzare definitivamente il marchio UNICEF. La prima maglia è come di consueto blaugrana pur abbandonando le classiche righe verticali in favore di un palo centrale rosso su sfondo blu. La maglia da trasferta è arancione nella parte superiore e gialla in quella inferiore (gialli anche i pantaloncini e i calzettoni). La terza divisa è invece completamente nera.
| Casa | Trasferta | Terza Divisa |

## Organigramma societario
Area direttiva
- Presidente: Sandro Rosell
- Vicepresidente: Josep Maria Bartomeu

Area medica
- Responsabile dell'équipe medica: Ramon Canal
- Medici: Ricard Pruna, Daniel Medina
- Recupero: Emili Ricart, Juanjo Brau
- Fisioterapisti: Jaume Munill, David Álvarez
- Delegato: Carles Naval

Area tecnica
- Direttore sportivo della sezione calcistica: Andoni Zubizarreta
- Allenatore: Tito Vilanova
- Allenatore in seconda: Jordi Roura
- Allenatore dei portieri: Jose Ramón de la Fuente
- Responsabile preparatori atletici: Lorenzo Buenaventura
- Assistenti tecnici: Domenec Torrent, Carles Planchart, Alex García
- Preparatori atletici: Aureli Altamira, Edu Pons, Francesc Cos, Paco Seirul-lo

## Rosa
Aggiornamento al 31 agosto 2012
| N. |                      | Ruolo | Calciatore              |
| -- | -------------------- | ----- | ----------------------- |
| 1  | Spagna (bandiera)    | P     | Víctor Valdés           |
| 2  | Brasile (bandiera)   | D     | Dani Alves              |
| 3  | Spagna (bandiera)    | D     | Gerard Piqué            |
| 4  | Spagna (bandiera)    | C     | Cesc Fàbregas           |
| 5  | Spagna (bandiera)    | D     | Carles Puyol (capitano) |
| 6  | Spagna (bandiera)    | C     | Xavi (vice-capitano)    |
| 7  | Spagna (bandiera)    | A     | David Villa             |
| 8  | Spagna (bandiera)    | C     | Andrés Iniesta          |
| 9  | Cile (bandiera)      | A     | Alexis Sánchez          |
| 10 | Argentina (bandiera) | A     | Lionel Messi            |
| 11 | Spagna (bandiera)    | C     | Thiago Alcántara        |
| 12 | Messico (bandiera)   | C     | Jonathan dos Santos     |
| 13 | Spagna (bandiera)    | P     | José Pinto              |

| N. |                      | Ruolo | Calciatore        |
| -- | -------------------- | ----- | ----------------- |
| 14 | Argentina (bandiera) | C     | Javier Mascherano |
| 15 | Spagna (bandiera)    | D     | Marc Bartra       |
| 16 | Spagna (bandiera)    | C     | Sergio Busquets   |
| 17 | Spagna (bandiera)    | A     | Pedro Rodríguez   |
| 18 | Spagna (bandiera)    | D     | Jordi Alba        |
| 19 | Spagna (bandiera)    | D     | Martín Montoya    |
| 21 | Brasile (bandiera)   | D     | Adriano Correia   |
| 22 | Francia (bandiera)   | D     | Éric Abidal       |
| 23 | Spagna (bandiera)    | A     | Isaac Cuenca      |
| 24 | Spagna (bandiera)    | D     | Andreu Fontàs     |
| 25 | Camerun (bandiera)   | C     | Alexandre Song    |
| 26 | Spagna (bandiera)    | D     | Marc Muniesa      |

### Calciatori aggregati dal Barcellona B
| N. |                    | Ruolo | Calciatore      |
| -- | ------------------ | ----- | --------------- |
| 27 | Spagna (bandiera)  | A     | Gerard Deulofeu |
| 28 | Spagna (bandiera)  | C     | Sergi Roberto   |
| 29 | Spagna (bandiera)  | D     | Carles Planas   |
| 30 | Brasile (bandiera) | C     | Rafinha         |

| N. |                   | Ruolo | Calciatore     |
| -- | ----------------- | ----- | -------------- |
| 31 | Spagna (bandiera) | P     | Oier Olazábal  |
| 32 | Spagna (bandiera) | P     | Jordi Masip    |
| 33 | Spagna (bandiera) | D     | Sergi Gómez    |
| 37 | Spagna (bandiera) | A     | Cristian Tello |

## Calciomercato

### Sessione estiva(dall'1/7 al 31/8)
| Acquisti | Acquisti       | Acquisti | Acquisti   |
| R.       | Nome           | da       | Modalità   |
| -------- | -------------- | -------- | ---------- |
| D        | Jordi Alba     | Valencia | definitivo |
| C        | Alexandre Song | Arsenal  | definitivo |

| Cessioni | Cessioni          | Cessioni      | Cessioni   |
| R.       | Nome              | a             | Modalità   |
| -------- | ----------------- | ------------- | ---------- |
| D        | Andreu Fontàs (*) | Maiorca       | prestito   |
| D        | Henrique          | Palmeiras     | svincolato |
| C        | Seydou Keita      | Dalian Aerbin | svincolato |
| C        | Ibrahim Afellay   | Schalke 04    | prestito   |

(*) Ceduto in prestito il 15/10/2012

### Sessione invernale(dal 3/1 al 31/1)
| Cessioni | Cessioni     | Cessioni | Cessioni |
| R.       | Nome         | da       | Modalità |
| -------- | ------------ | -------- | -------- |
| A        | Isaac Cuenca | Ajax     | prestito |

## Risultati

### Primera División

#### Girone d'andata
| Arbitro: | José Luis González González |

|                                             |           |           |
| Puyol 4’ Messi 11’, 16’ Pedro 41’ Villa 84’ | Marcatori | 9’ Castro |

| Arbitro: | César Muñiz Fernández |

|              |           |                |
| Llorente 17’ | Marcatori | 76’, 80’ Messi |

| Arbitro: | Miguel Ángel Pérez Lasa |

|             |           |  |
| Adriano 23’ | Marcatori |  |

| Arbitro: | Fernando Teixeira Vitienes |

|                       |           |                                               |
| Mascherano 80’ (aut.) | Marcatori | 32’ Adriano 74’ (rig.), 78’ Messi 90+1’ Villa |

| Arbitro: | [[File:{{Naz/\|a}}\|class=noviewer\|{{Naz/\|c}} (bandiera)\|20x16px]] Carlos Del Cerro Grande |

|                             |           |  |
| Xavi 87’ Gómez 90+2’ (aut.) | Marcatori |  |

| Arbitro: | Mateu Lahoz |

|                            |           |                               |
| Trochowski 26’ Negredo 48’ | Marcatori | 53’, 89’ Fàbregas 90+3’ Villa |

| Arbitro: | Carlos Delgado Ferreiro |

|                |           |                  |
| Messi 31’, 61’ | Marcatori | 23’, 66’ Ronaldo |

| Arbitro: | José Luis Paradas Romero |

|                                                |           |                                      |
| Pizzi 26’, 47’ Bergantiños 37’ Alba 79’ (aut.) | Marcatori | 3’ Alba 8’ Tello 18’, 43’, 77’ Messi |

| Arbitro: | Miguel Ángel Pérez Lasa |

|  |           |                                                |
|  | Marcatori | 20’ Villa 48’, 89’ Messi 79’ Xavi 80’ Fábregas |

| Arbitro: | David Fernández Borbalán |

|                                |           |             |
| Adriano 21’ Villa 26’ Alba 61’ | Marcatori | 24’ Bermejo |

| Arbitro: | Ignacio Iglesias Villanueva |

|                                  |           |                                   |
| Pereira 55’ Casadesús 58’ (rig.) | Marcatori | 28’ Xavi 44’, 70’ Messi 45’ Tello |

| Arbitro: | Miguel Ángel Ayza Gámez |

|                         |           |              |
| Messi 16’, 60’ Song 28’ | Marcatori | 24’ Montañés |

| Arbitro: | Pedro Jesús Pérez Montero |

|  |           |                                         |
|  | Marcatori | 47’, 51’ Messi 57’ Iniesta 63’ Fábregas |

| Arbitro: | Mateu Lahoz |

|                                                   |           |           |
| Piqué 23’ Messi 25’, 70’ Adriano 45’ Fábregas 57’ | Marcatori | 66’ Gómez |

| Arbitro: | [[File:{{Naz/\|a}}\|class=noviewer\|{{Naz/\|c}} (bandiera)\|20x16px]] Carlos Velasco Carballo |

|            |           |                |
| Castro 39’ | Marcatori | 16’, 25’ Messi |

| Arbitro: | Miguel Ángel Pérez Lasa |

|                                         |           |            |
| Adriano 36’ Busquets 45’ Messi 57’, 88’ | Marcatori | 31’ Falcao |

| Arbitro: | Clòs Gomez |

|            |           |                                |
| Guerra 89’ | Marcatori | 43’ Xavi 59’ Messi 90+4’ Tello |

| Arbitro: | Jesús Gil Manzano |

|                                          |           |  |
| Xavi 10’ Pedro 15’, 27’ Messi 29’ (rig.) | Marcatori |  |

| Arbitro: | Carlos Delgado Ferreiro |

|                |           |                                   |
| Buonanotte 89’ | Marcatori | 27’ Messi 50’ Fàbregas 82’ Thiago |

#### Girone di ritorno
| Arbitro: | Undiano Mallenco |

|                                 |           |                    |
| Castro 41’, 63’ Agirretxe 90+1’ | Marcatori | 7’ Messi 25’ Pedro |

| Arbitro: | Fernando Teixeira Vitienes |

|                                    |           |         |
| Messi 11’, 28’, 56’, 58’ Pedro 40’ | Marcatori | 24’ Loé |

| Arbitro: | José Luis González González |

|            |           |                  |
| Banega 33’ | Marcatori | 39’ (rig.) Messi |

| Arbitro: | Ignacio Iglesias Villanueva |

|                                                                  |           |            |
| Sánchez 6’ Messi 13’ Villa 58’ Tello 79’ Iniesta 90’ Piqué 90+2’ | Marcatori | 83’ Álvaro |

| Arbitro: | [[File:{{Naz/\|a}}\|class=noviewer\|{{Naz/\|c}} (bandiera)\|20x16px]] Carlos Del Cerro Grande |

|            |           |                |
| Ighalo 26’ | Marcatori | 50’, 73’ Messi |

| Arbitro: | [[File:{{Naz/\|a}}\|class=noviewer\|{{Naz/\|c}} (bandiera)\|20x16px]] Carlos Velasco Carballo |

|                     |           |           |
| Villa 52’ Messi 60’ | Marcatori | 42’ Botía |

| Arbitro: | Miguel Ángel Pérez Lasa |

|                      |           |           |
| Benzema 6’ Ramos 82’ | Marcatori | 18’ Messi |

| Arbitro: | Pedro Jesús Pérez Montero |

|                       |           |  |
| Sánchez 38’ Messi 88’ | Marcatori |  |

| Arbitro: | José Luis González González |

|                          |           |            |
| Villa 25’ Messi 40’, 57’ | Marcatori | 70’ Tamudo |

| Arbitro: | Mateu Lahoz |

|                     |           |                     |
| Insa 38’ Oubiña 88’ | Marcatori | 43’ Tello 73’ Messi |

| Arbitro: | César Muñiz Fernández |

|                                         |           |  |
| Fábregas 20’, 37’, 46’ Sánchez 22’, 38’ | Marcatori |  |

| Arbitro: | Fernandez Borbalan |

|  |           |                           |
|  | Marcatori | 20’ Thiago 39’, 53’ Tello |

| Arbitro: | Undiano Mallenco |

|              |           |  |
| Fábregas 84’ | Marcatori |  |

| Arbitro: | Ignacio Iglesias Villanueva |

|                         |           |                       |
| Susaeta 27’ Herrera 90’ | Marcatori | 67’ Messi 69’ Sánchez |

| Arbitro: | Clos Gomez |

|                                     |           |                    |
| Sánchez 9’ Villa 56’ Messi 60’, 71’ | Marcatori | 2’ Pabón 43’ Pérez |

| Arbitro: | Pedro Jesús Pérez Montero |

|            |           |                             |
| Falcao 51’ | Marcatori | 72’ Sánchez 80’ (aut.) Gabi |

| Arbitro: | Ignacio Iglesias Villanueva |

|                               |           |           |
| Pedro 21’ Valiente 42’ (aut.) | Marcatori | 89’ Pérez |

| Arbitro: | Fernandez Borbalan |

|  |           |                       |
|  | Marcatori | 14’ Sánchez 86’ Pedro |

| Arbitro: | Miguel Ángel Ayza Gámez |

|                                               |           |             |
| Villa 3’ Fábregas 14’ Montoya 16’ Iniesta 52’ | Marcatori | 56’ Morales |

### Coppa del Re
| Arbitro: | José Antonio Teixeira Vitienes |

|  |           |                                    |
|  | Marcatori | 40’ Villa 51’ Iniesta 88’ Fábregas |

| Arbitro: | [[File:{{Naz/\|a}}\|class=noviewer\|{{Naz/\|c}} (bandiera)\|20x16px]] Carlos Velasco Carballo |

|                            |           |             |
| Adriano 35’ Villa 56’, 58’ | Marcatori | 17’ Viguera |

| Arbitro: | [[File:{{Naz/\|a}}\|class=noviewer\|{{Naz/\|c}} (bandiera)\|20x16px]] Carlos Del Cerro Grande |

|  |           |                |
|  | Marcatori | 11’, 74’ Messi |

| Arbitro: | Alejandro José Hernández Hernández |

|                                            |           |  |
| Thiago 17’ Villa 21’, 26’ Sánchez 55’, 85’ | Marcatori |  |

| Arbitro: | José Luis González González |

|                     |           |                        |
| Messi 29’ Puyol 30’ | Marcatori | 26’ Iturra 90’ Camacho |

| Arbitro: | Mateu Lahoz |

|                            |           |                                          |
| Joaquín 12’ Santa Cruz 68’ | Marcatori | 8’ Pedro 49’ Piqué 76’ Iniesta 80’ Messi |

| Arbitro: | Clos Gomez |

|            |           |              |
| Varane 81’ | Marcatori | 50’ Fàbregas |

| Arbitro: | Undiano Mallenco |

|          |           |                             |
| Alba 89’ | Marcatori | 13’, 57’ Ronaldo 68’ Varane |

### UEFA Champions League

#### Fase a gironi
| Arbitro: | Mazic |

|                          |           |                                  |
| Tello 14’ Messi 72’, 80’ | Marcatori | 29’ (aut.) Dani Alves 59’ Rômulo |

| Arbitro: | Cakir |

|  |           |                         |
|  | Marcatori | 6’ Sánchez 55’ Fábregas |

| Arbitro: | Rocchi |

|                        |           |             |
| Iniesta 45’ Alba 90+4’ | Marcatori | 18’ Samaras |

| Arbitro: | Kuipers |

|                      |           |             |
| Wanyama 21’ Watt 83’ | Marcatori | 90+1’ Messi |

| Arbitro: | Bebek |

|  |           |                               |
|  | Marcatori | 16’ Dani Alves 27’, 39’ Messi |

| Barcellona 5 dicembre 2012, ore 20:45 CET 6º Giornata | Barcellona | 0 – 0 referto | Benfica | Camp Nou (50.659 spett.)\| Arbitro: \| Moen \| |
| Arbitro:                                              | Moen       |               |         |                                                |

|               | BAR   | BEF   | SPM   | CTC   |
| Barcellona    |       | 0 - 0 | 3 - 2 | 2 - 1 |
| Benfica       | 0 - 2 |       | 2 - 0 | 2 - 1 |
| Spartak Mosca | 0 - 3 | 2 - 1 |       | 2 - 3 |
| Celtic        | 2 - 1 | 0 - 0 | 2 - 1 |       |

| Squadra       | P.ti | G | V | P | S | RF | RS | DR |
| ------------- | ---- | - | - | - | - | -- | -- | -- |
| Barcellona    | 13   | 6 | 4 | 1 | 1 | 11 | 5  | +6 |
| Celtic        | 10   | 6 | 3 | 1 | 2 | 9  | 8  | +1 |
| Benfica       | 8    | 6 | 2 | 2 | 2 | 5  | 5  | 0  |
| Spartak Mosca | 3    | 6 | 1 | 0 | 5 | 7  | 14 | -7 |

- Barcellona e   Celtic qualificate agli ottavi di finale.
- Benfica qualificata ai sedicesimi di finale di UEFA Europa League 2012-2013

#### Ottavi di finale
| Arbitro: | Thomson |

|                         |           |  |
| Boateng 57’ Muntari 81’ | Marcatori |  |

| Arbitro: | Kassai |

|                                    |           |  |
| Messi 5’, 40’ Villa 55’ Alba 90+2’ | Marcatori |  |

| Arbitro: | Stark |

|                               |           |                           |
| Ibrahimović 79’ Matuidi 90+4’ | Marcatori | 38’ Messi 89’ (rig.) Xavi |

| Arbitro: | Kuipers |

|           |           |             |
| Pedro 71’ | Marcatori | 50’ Pastore |

| Arbitro: | Kassai |

|                                      |           |  |
| Müller 25’, 82’ Gómez 49’ Robben 73’ | Marcatori |  |

| Arbitro: | Skomina |

|  |           |                                        |
|  | Marcatori | 49’ Robben 72’ (aut.) Piqué 76’ Müller |

### Supercoppa Di Spagna
| Arbitro: | Clos Gomez |

|                                     |           |                          |
| Pedro 56’ Messi 70’ (rig.) Xavi 78’ | Marcatori | 55’ Ronaldo 85’ Di María |

| Arbitro: | Mateu Lahoz |

|                         |           |           |
| Higuaín 11’ Ronaldo 19’ | Marcatori | 45’ Messi |

## Statistiche
Statistiche aggiornate al 1º giugno 2013.

### Statistiche di squadra
| Competizione          | Punti | In casa | In casa | In casa | In casa | In casa | In casa | In trasferta | In trasferta | In trasferta | In trasferta | In trasferta | In trasferta | Totale | Totale | Totale | Totale | Totale | Totale | DR  |
| Competizione          | Punti | G       | V       | N       | P       | Gf      | Gs      | G            | V            | N            | P            | Gf           | Gs           | G      | V      | N      | P      | Gf     | Gs     | DR  |
| --------------------- | ----- | ------- | ------- | ------- | ------- | ------- | ------- | ------------ | ------------ | ------------ | ------------ | ------------ | ------------ | ------ | ------ | ------ | ------ | ------ | ------ | --- |
| Primera División      | 100   | 19      | 18      | 1       | 0       | 65      | 16      | 19           | 14           | 3            | 2            | 50           | 24           | 38     | 32     | 4      | 2      | 115    | 40     | +75 |
| Coppa del Re          | -     | 4       | 2       | 1       | 1       | 11      | 6       | 4            | 3            | 1            | 0            | 10           | 3            | 8      | 5      | 2      | 1      | 21     | 9      | +12 |
| UEFA Champions League | 13    | 6       | 3       | 2       | 1       | 10      | 7       | 6            | 2            | 1            | 3            | 8            | 10           | 12     | 5      | 3      | 4      | 18     | 17     | +1  |
| Supercopa de España   | -     | 1       | 1       | 0       | 0       | 3       | 2       | 1            | 0            | 0            | 1            | 1            | 2            | 2      | 1      | 0      | 1      | 4      | 4      | 0   |
| Totale                | -     | 30      | 24      | 4       | 2       | 89      | 31      | 30           | 19           | 5            | 6            | 69           | 39           | 60     | 43     | 9      | 8      | 158    | 70     | +88 |

### Andamento in campionato
| Giornata  | 1 | 2 | 3 | 4 | 5 | 6 | 7 | 8 | 9 | 10 | 11 | 12 | 13 | 14 | 15 | 16 | 17 | 18 | 19 | 20 | 21 | 22 | 23 | 24 | 25 | 26 | 27 | 28 | 29 | 30 | 31 | 32 | 33 | 34 | 35 | 36 | 37 | 38 |
| --------- | - | - | - | - | - | - | - | - | - | -- | -- | -- | -- | -- | -- | -- | -- | -- | -- | -- | -- | -- | -- | -- | -- | -- | -- | -- | -- | -- | -- | -- | -- | -- | -- | -- | -- | -- |
| Luogo     | C | T | C | T | C | T | C | T | C | T  | C  | C  | T  | C  | T  | T  | C  | T  | C  | T  | C  | T  | C  | T  | C  | T  | C  | T  | C  | T  | T  | C  | T  | C  | C  | T  | C  | T  |
| Risultato | V | V | V | V | V | V | N | V | V | V  | V  | V  | V  | V  | V  | V  | V  | V  | V  | P  | V  | N  | V  | V  | V  | P  | V  | V  | N  | V  | V  | V  | N  | V  | V  | V  | V  | V  |
| Posizione | 1 | 1 | 1 | 1 | 1 | 1 | 1 | 1 | 1 | 1  | 1  | 1  | 1  | 1  | 1  | 1  | 1  | 1  | 1  | 1  | 1  | 1  | 1  | 1  | 1  | 1  | 1  | 1  | 1  | 1  | 1  | 1  | 1  | 1  | 1  | 1  | 1  | 1  |

Fonte:  Liga – Classifiche, su sport.sky.it, Sky Sport. URL consultato il 25 marzo 2014 (archiviato dall'url originale il 25 marzo 2014).
Legenda:

Luogo: C = Casa; T = Trasferta. Risultato: V = Vittoria; N = Pareggio; P = Sconfitta.